# Militærakademiet i Whampoa
Det kinesiske nationalistpartis akademi for hærofficerer (kinesisk: 中國國民黨陸軍軍官學校 / 中国国民党陆军军官学校, pinyin: Zhōngguó Guómíndǎng Lùjūn Jūnguān Xuéxiào), almindeligvis kendt som Militærakademiet i Whampoa (黃埔軍校 / 黄埔军校, Huángpŭ Jūnxiào) var et militærakademi i Kina som frembragte mange af de ledende kommandanter, som deltog i den 2. kinesisk-japanske krig (1937-1945) og den kinesiske borgerkrig.
Militærakademiet blev grundlagt den 16. juni 1924 af Kuomintang-partiet (KMT). Det blev oprettet på øen Changzhou i Perlefloden, lige uden for Whampoadokken, Guangzhous vigtigste havneanlæg. Under åbningsceremonien holdt Sun Yat-sen en tale, som senere skulle blive teksten til republikken Kinas nationalsang. Whampoa er gammel transskription af bynavnet Huangpu.

## Forhistorie
Efter Yuan Shi-kais død forfaldt Kina til et antal småriger regerede af krigsherrer. Sun Yat-sen havde både i 1917 og i 1920 forsøgt at etablere en base i sin fødeprovins Guangdong og derfra organisere et militært felttog mod Kinas nordlige provinser for at forene Kina under hans «Folkets tre principper». Men hans styre stod svagere end de magtcentre, han ville nedkæmpe.
Suns anmodninger til vestmagterne om våben og penge blev ignorerede. Men i 1921 mødte Kominterns udsending Henk Sneevliet (som kaldte sig Maring) Sun i Guangxi. Det var Lenin, som havde foranlediget, at Sneevliet blev sendt til Kina. Han foreslog, at man skulle etablere et militærakademi og træne en revolutionshær der, en tanke også Sun havde gjort sig og derfor gik ind for uden at tøve.
Bag Sneevliets råd lå i virkeligheden hans vurdering af Det kinesiske kommunistparti, som han anså som svagt og ikke særligt godt ledet. Det bedste ville være, hvis kommunisterne samarbejdede med KMT og måske kunne drive det mod venstre, – eller i det mindste få KKP opbygget i størrelse og dygtighed i ly af alliancen med nationalisterne.
Det kinesiske kommunistparti (KKP) sendte Li Dazhao og Lin Boqu for at drøfte organiseringen af projektet med Sun. I 1924 vedtog Kuomintangs første nationalkongres, at man skulle alliere sig med Sovjetunionen og med KKP. Dermed var alt lagt til rette for oprettelsen at militærakademiet.

## Organisering
Whampoa-akademiet organiserede sig med seks afdelinger, og Sun blev rektor, skønt det var bare en honorær titel. Den, som blev overlærer og reel leder for akademiet, var Chiang Kai-shek, som nød Suns gunst.
Liao Zhongkai, fra Kuomintangs venstrefløj og Suns skattemester, blev KMT's repræsentant i ledelsen. Zhou Enlai, Hu Hanmin og Wang Jing-wei var blandt instruktørerne i akademiets politiske afdeling. Sovjetunionens Mikhail Borodin blev rådsmedlem ved akademiet, hvilket afspejlede den taknemmelighed, man følte over for det land, som havde givet støtte i form af penge og militære rådgivere som general Vasilij Bljukher (kaldet Galen).

## Uddannelsen
Undervisningen på akademiet omfattede både militær og politisk teori og praksis. Studenterne lærte om strategi, taktik, forsyninger og andet rent militært, og desuden studerede de både Suns tænkning og kommunismen. Blandt dem, som tidvis underviste dem, var aktivister både fra KMT og KKP, som Tan Yankai, Zhang Jingjiang, Mao Zedong og Liu Shaoqi.
Whampoa-akademiet udeksaminerede kommunistiske officerer som Lin Biao, Xu Xiangqian, Zuo Quan og Chen Geng og nationalistiske officerer som Chen Cheng, Du Yuming og Hu Zongnan. Til at begynde med blev de sat ind mod en lokal krigsherre, som modarbejdede Sun, Chen Jiongming. Senere var de med på felttoget i Nordkina 1926-1928.

## Akademiet flyttes
Det var kun mellem 1924 og 1926, at akademiet lå i Huangpu ved Guangzhou. Under disse seks semestre blev der eksamineret mere end 7.000 officerer. Men efter Chiang Kai-sheks brud med kommunistpartiet, flyttede han akademiet til den nye nationale hovedstad i Nanjing. Senere, under krigen mod de invaderende japanske styrker, blev det flyttet til Chengdu.
I 1950, efter den kommunistiske magtovertagelse på det kinesiske fastland og udråbelsen af Folkerepublikken Kina der, blev akademiet genoprettet i Fengshan i Kaohsiung på Taiwan, under navnet Det kinesiske militærakademi.

## Betydning
Whampoas militærakademi spiller en vigtig rolle i Kinas historie. Selv om det i første række var en almindelig krigsskole for den militære elite, som man kender tilsvarende i mange andre lande, vejer den mere i landets historie end de fleste andre lignende akademier. Her blev ikke bare militære ledere uddannede, men også politiske ledere inden for kommunistpartiet og Kuomintang. Faktisk var der også et tredje vigtigt, og ikke så påagtet, segment, nemlig de hemmelige kommunister, som infiltrerede Kuomintang og gjorde sig gældende på en for Chiang Kai-shek katastrofal måde under de sidste faser af den kinesiske borgerkrig i 1940'erne.
For Chiang og KMT var Whampoa-kliken meget central indad i regeringen. Den konkurrerede med andre kliker inden for KMT, som Guangxi-kliken anført af Li Zongren og Bai Chongxi, CC-kliken ledet af Chen Lifu og Chen Guofu, og «Den politiske forskningsgruppe» ledet af Yang Yongtai og Zhang Qun. Da KKP på samme tid opbyggede Folkets Befrielseshær efter Nanchang-oprøret i 1927, kom de fleste af kommandanterne fra Whampoa, og i de følgende to årtier blev rekrutteret efter Whampoa-måden.
Under den kinesiske borgerkrig blev de stridende styrker, som stod mod hinanden, ofte kommanderet af officerer, som havde været klassekammerater på Whampoa.